# 슈어드

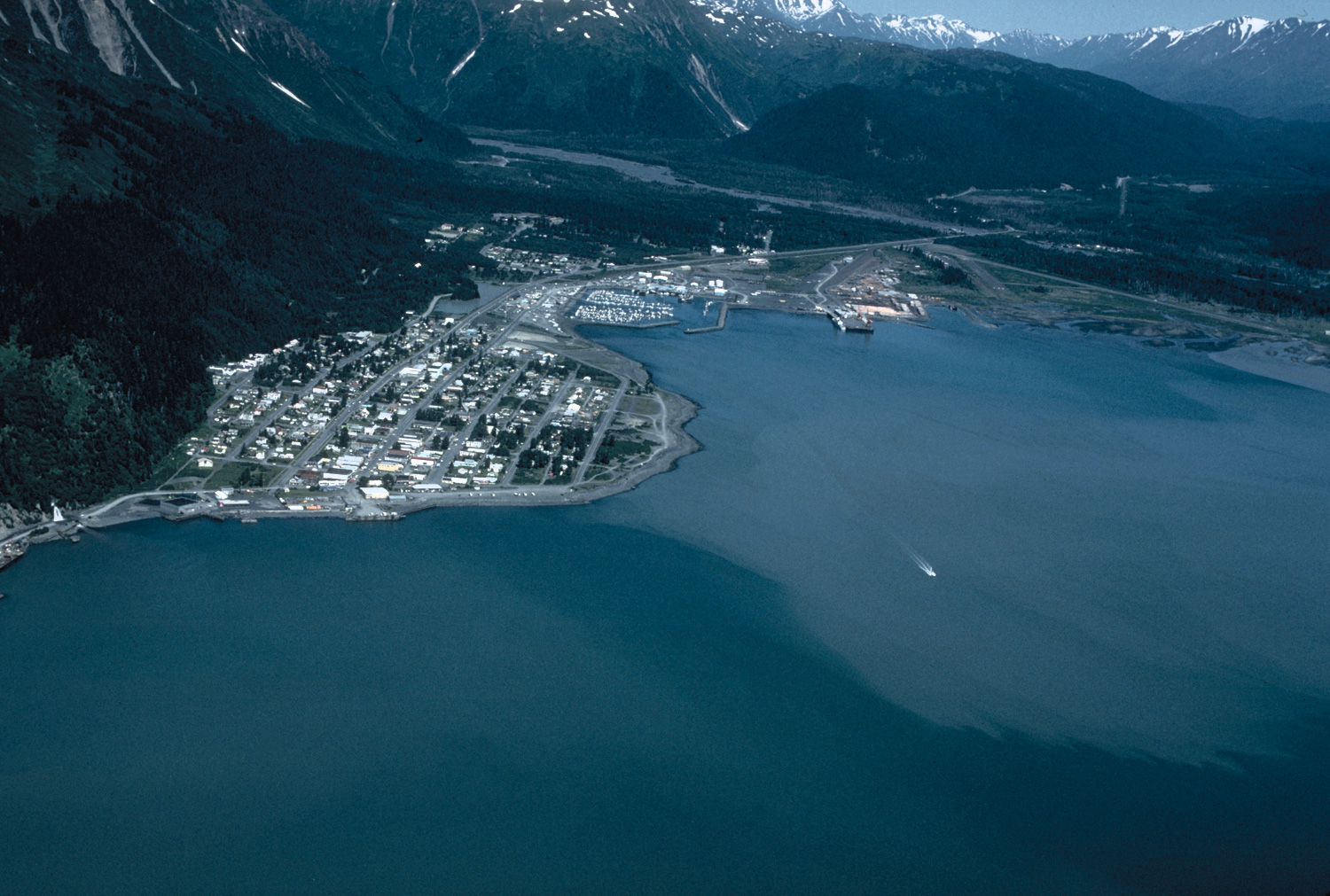
슈어드 항공사진

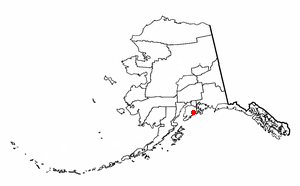
슈어드의 위치

슈어드(Seward)는 미국 알래스카주에 있는 케나이 반도 도시이다. 2005년 인구조사국에 따르면, 그 시의 인구는 3,016명이다. 초기 공화당 (미국)의 멤버이자, 에이브러햄 링컨이하의 국무장관이었던, 윌리엄 H.슈어드의 이름을 따서 지어졌다. 그는 국무장관으로서, 최종적으로 러시아로부터 획득을 하기 위해 알래스카의 구입을 협상했다.

## 지리
미국 인구 조사국에 따르면, 그 시는 전체 55.8 km2면적 중 37.4 km2의 땅과 18.4 km2물을 갖는다. 인접한 사회는 베어 크릭과 로웰 포인트를 포함한다.

## 경제
- 슈어드는 가격 당 미국 주에서 7번째 가장 수지맞는 어업 항만이다.2004년 미국 수산청에 따르면 생선과 조개의 4조9700만달러 가치가 슈워드를 관통했다.
- 슈워드에 있어 또 다른 주요 산업은 관광이다

## 인구통계
2000년 인구 조사국에 따르면, 그 도시에 917 세대, 555 가족, 2,830명이 거주중이었다. 인구 밀도는 75.7/km2당 196.0명이었다. 28.3/km2의 평균 밀도에서 1,058 주택이 있었다. 그 도시의 인종 구성은 72.12% 백인, 2,44% 흑인 혹은 아프리카계 미국인, 16.68% 원주민, 1.84% 아시아인, 0.18 태평양 섬주민, 0.88% 다른 인종 출신, 5.87% 둘 혹은 이상의 인종 출신이었다. 인구의 2.40%는 어떤 인종의 히스패닉이거나 라티노였다.

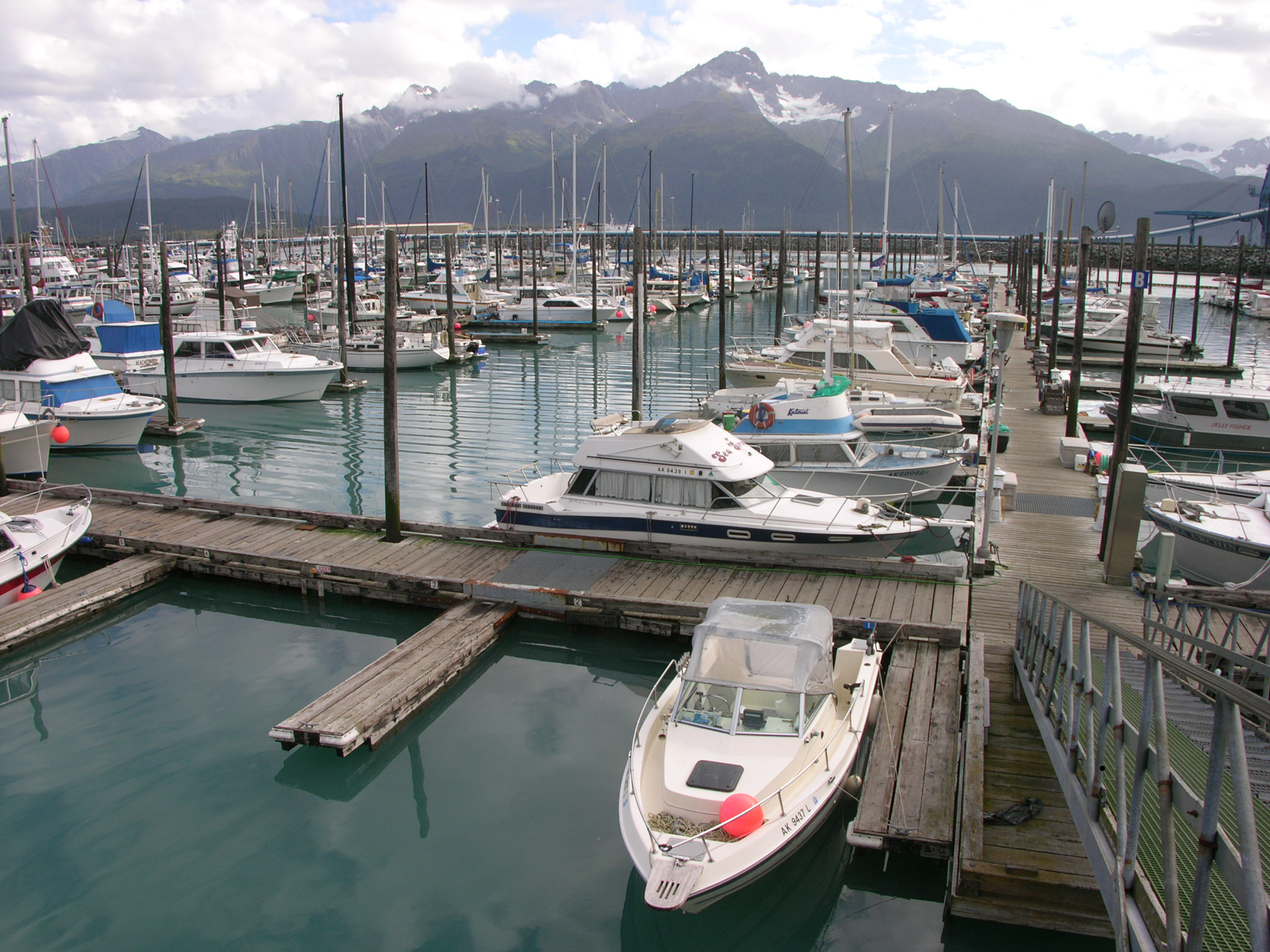
슈워드 보트 항구

917 세대 중 35.7%는 18세 어린이이고, 44.6%는 결혼한 부부, 12.1%는 남편없는 여성 세대주였고, 39.4%는 가족이아니었다. 모든 세대중 30.8%는 개인으로 구성되었으며 7.1%는 65세이상 혼자사는 사람이었다. 평균 세대 크기는 2.40명이었고 평균 가족 크기는 3.04명이었다.
18세이하가 21.9%, 18세에서 24세까지 9.0%, 25세에서 44세까지 35.9%, 45세에서 64세까지 25.7%, 65세이상 21.9%로 퍼져있다. 평균 나이는 37세였다. 전체 여성 100명당 150.2명의 남자였다. 18세이상 전체 여성 100명당 166.6명의 남자였다.
세대의 평균 수입은 44,306 달러였고, 가족의 평균 수입은 54,904달러였다. 남성은 여성의 30,508달러와 비교하여 36,900의 평균 수입이었다. 1인당 소득은 20,360달러였다. 18세이하 12.7%와 65세이상 7.9%를 포함하는, 대략 가족의 8.3%와 인구의 10.6%가 빈곤선 아래였다.
슈워드 인구
| 인구조사              | 인구  | Note  | %±     |
| --------------------- | ----- | ----- | ------ |
| 1910년                | 534   |       | —      |
| 1920년                | 652   |       | 22.1%  |
| 1930년                | 835   |       | 28.1%  |
| 1940년                | 949   |       | 13.7%  |
| 1950년                | 2,114 |       | 122.8% |
| 1960년                | 1,891 |       | −10.5% |
| 1970년                | 1,587 |       | −16.1% |
| 1980년                | 1,843 |       | 16.1%  |
| 1990년                | 2,699 |       | 46.4%  |
| 2000년                | 2,830 |       | 4.9%   |
| 2010년                | 2,693 |       | −4.8%  |
| 2019 (추산)           | 2,796 | [ 3 ] | 3.8%   |
| U.S. Decennial Census |       |       |        |

## 기후
| Seward Airport (1981−2010 normals)의 기후 | Seward Airport (1981−2010 normals)의 기후 | Seward Airport (1981−2010 normals)의 기후 | Seward Airport (1981−2010 normals)의 기후 | Seward Airport (1981−2010 normals)의 기후 | Seward Airport (1981−2010 normals)의 기후 | Seward Airport (1981−2010 normals)의 기후 | Seward Airport (1981−2010 normals)의 기후 | Seward Airport (1981−2010 normals)의 기후 | Seward Airport (1981−2010 normals)의 기후 | Seward Airport (1981−2010 normals)의 기후 | Seward Airport (1981−2010 normals)의 기후 | Seward Airport (1981−2010 normals)의 기후 | Seward Airport (1981−2010 normals)의 기후 |
| 월                                        | 1월                                       | 2월                                       | 3월                                       | 4월                                       | 5월                                       | 6월                                       | 7월                                       | 8월                                       | 9월                                       | 10월                                      | 11월                                      | 12월                                      | 연간                                      |
| ----------------------------------------- | ----------------------------------------- | ----------------------------------------- | ----------------------------------------- | ----------------------------------------- | ----------------------------------------- | ----------------------------------------- | ----------------------------------------- | ----------------------------------------- | ----------------------------------------- | ----------------------------------------- | ----------------------------------------- | ----------------------------------------- | ----------------------------------------- |
| 일평균 최고 기온 °F (°C)                  | 31.8 (−0.1)                               | 33.4 (0.8)                                | 37.8 (3.2)                                | 44.8 (7.1)                                | 53.0 (11.7)                               | 58.3 (14.6)                               | 61.3 (16.3)                               | 61.5 (16.4)                               | 55.2 (12.9)                               | 44.5 (6.9)                                | 35.4 (1.9)                                | 33.6 (0.9)                                | 45.9 (7.7)                                |
| 일일 평균 기온 °F (°C)                    | 27.1 (−2.7)                               | 28.3 (−2.1)                               | 32.1 (0.1)                                | 38.7 (3.7)                                | 46.4 (8.0)                                | 52.2 (11.2)                               | 56.0 (13.3)                               | 55.7 (13.2)                               | 49.5 (9.7)                                | 39.6 (4.2)                                | 30.9 (−0.6)                               | 28.9 (−1.7)                               | 40.6 (4.8)                                |
| 일평균 최저 기온 °F (°C)                  | 22.3 (−5.4)                               | 23.2 (−4.9)                               | 26.4 (−3.1)                               | 32.5 (0.3)                                | 39.9 (4.4)                                | 46.1 (7.8)                                | 50.7 (10.4)                               | 50.0 (10.0)                               | 43.8 (6.6)                                | 34.7 (1.5)                                | 26.4 (−3.1)                               | 24.2 (−4.3)                               | 35.0 (1.7)                                |
| 평균 강수량 인치 (mm)                     | 8.07 (205)                                | 6.05 (154)                                | 4.42 (112)                                | 4.52 (115)                                | 3.37 (86)                                 | 2.42 (61)                                 | 2.80 (71)                                 | 5.61 (142)                                | 9.86 (250)                                | 9.35 (237)                                | 7.31 (186)                                | 9.54 (242)                                | 73.32 (1,861)                             |
| 평균 강설량 인치 (cm)                     | 12.9 (33)                                 | 12.6 (32)                                 | 10.5 (27)                                 | 3.7 (9.4)                                 | .3 (0.76)                                 | 0 (0)                                     | 0 (0)                                     | 0 (0)                                     | 0 (0)                                     | .5 (1.3)                                  | 8.2 (21)                                  | 15.7 (40)                                 | 64.4 (164.46)                             |
| 평균 강수일수 (≥ 0.01 in)                 | 15.1                                      | 13.7                                      | 13.1                                      | 13.7                                      | 13.5                                      | 11.6                                      | 12.5                                      | 14.1                                      | 16.9                                      | 16.5                                      | 14.3                                      | 16.6                                      | 171.6                                     |
| 평균 강설일수 (≥ 0.1 in)                  | 5.8                                       | 5.0                                       | 4.7                                       | 2.2                                       | .1                                        | 0                                         | 0                                         | 0                                         | 0                                         | .8                                        | 3.9                                       | 6.7                                       | 29.2                                      |
| 출처: NOAA                                |                                           |                                           |                                           |                                           |                                           |                                           |                                           |                                           |                                           |                                           |                                           |                                           |                                           |

## 교통
슈워드는 슈워드 고속도로와 버스 서비스를 하는 전국 풍경 가도 (영문:National Scenic Byway) 와 전 미국 도로의 진입로를 가지고 있다라는 점에서 대부분 조그만 알래스카 사회들중 유일하다. 비록 대부분 버스들이 관광객을 향하여 팔려지기는 하나 그 비용들이 비싸며 겨울에 서비스가 감소하거나 중단한다. 슈워드는 또한 알래스카 철도의 남쪽 종점이다. 이것은 슈워드를 기차에서 화물 하역 하느라 바쁘게 하고, 또한 북행의 순항함을 위한 주요한 종점으로 만든다. 순항함 승객들은 보트에서 내려서 데날리나 알래스카의 명소를 향해 더 멀리 북쪽을 향하는 기차를 탄다.
슈워드는 알래스카 해로 (선착장) 시스템에서 서비스를 받았었다. 그러나, 서비스는 예산 삭감에 기인하여 2005년 시즌을 끝으로 중지되었고 "이용에 따라서" 선착장 접속은 휘티어와 호머에서 이용가능하다.
슈워드 공항 (PAWD/SWD)은 (일반 항공) 서비스와 플라이트-싱잉 (영어:Flight-seeing) 운전사들에게 터전이다. 예정된 상업 서비스가 케나이에 있는 케나이 시 공항과 테드 스티븐스 앵커리지 국제 공항에서 이용할 수 있으며, 둘다 100마일 정도 떨어저있다.주기적인 버스 접속이 또한 이용가능하다.

## 자매 도시
- 오비히로시, 일본 - (1968)

## 슈워드 출신 유명인사
- 1927년, 13세 슈워드 거주자이자 알래스카 원주민, 베니 벤슨이 알래스카를 위한 기를 디자인하는 전 미국 속령 지역 경연 (영어:territory-wide american region contest)에서 우승했다. 1913년 치그닉에서 태어난 그는 그의 어머니가 폐렴으로 죽었을 때 3살이었다. 곧 그녀의 죽음뒤에 그 가족의 집은 불이 났고 그 스웨덴인 어부 아버지가 베니와 그의 형을 슈워드에 있는 제스 리 집에 보냈었다. 그 경연에서 우승은 베니의 삶을 바꾸었다. 기를 디자인한 상금은 그가 비행기 기술자가 되는데 사용한 1000달러 장학금이 포함되었었다. 그는 결혼을 했고, 가족을 부양했으며 58세의 나이로 1972년에 심장발작으로 죽었다. 그의 디자인은 영토 기가 되었고 드디어 주 기가 되었다. 그는 베니 벤슨 기념 공원에 의해 슈워드에 기념되었다.

## 명소
- 마라톤산과 유명한 마라톤산 경주
- 접근하기 쉬운 엑시트 글레시어(영어:Exit Glacier)와 케나이 피오르드 국립 공원
- 알래스카 바다생활 센터
- 알래스카 직업 기술 센터
- 7월의 4번째 축제
- 슈워드 은연어 더비
- 슈워드 북극곰 강하

## 같이 보기
- 알래스카 매매